# Womrath
Womrath település Németországban, Rajna-vidék-Pfalz tartományban. Lakosainak száma 184 fő (2023. december 31.). Womrath Maitzborn, Ravengiersburg, Gemünden, Dickenschied, Hecken és Kirchberg községekkel határos.

## Népesség
A település népességének változása:
| Lakosok száma | 225  | 188  | 189  | 186  | 193  | 184  |
|               | 1975 | 2017 | 2019 | 2021 | 2022 | 2023 |